# Динамо-23
«Динамо-23» — российский мини-футбольный клуб из Москвы, существовавший в 1999—2002 годах.
Клуб был основан в 1999 году под названием «Интеко» — по имени девелоперской компании. В сезоне 2000/01 высшей лиги занял 2 место. В следующем сезоне принимал участие в чемпионате России. Из-за неудовлетворительных результатов по ходу сезона компания «Интеко» отказалась от спонсорства, и в феврале 2002 клуб был переименован в «Динамо-23», где 23 означало год основания спортивного общества. По окончании сезона клуб был расформирован.